# Lycosa parvipudens
Espèce
Lycosa parvipudens est une espèce d'araignées aranéomorphes de la famille des Lycosidae.

## Distribution
Cette espèce est endémique des îles Gilbert aux Kiribati.

## Description
La femelle holotype mesure 6 mm.

## Publication originale
- Karsch, 1881 : Arachniden und Myriopoden Mikronesiens. Berliner Entomolgische Zeitschrift, vol. 25, p. 15-16 (texte intégral).